# Geoffrey Wilder
Geoffrey Wilder es un supervillano ficticio de la serie de Marvel Comics Runaways. Es el líder más peligroso del Orgullo, una organización criminal de supervillanos de Los Ángeles. Es además el padre y enemigo de Alex Wilder. y después Georffrey, su esposa y El  Orgullo se van a Nueva York a matar al Hombre Araña y aliar a los Seis Siniestros.
Geoffrey Wilder fue interpretado por Ryan Sands en la serie de Hulu Runaways, ambientada en el Universo cinematográfico de Marvel. Se le considera un padre que solo trata de proteger a su familia haciendo tareas atroces.

## Historial de publicaciones
Geoffrey Wilder apareció por primera vez en Runaways # 1 y fue creado por Brian K. Vaughan y Adrian Alphona.

## Biografía del personaje ficticio
Geoffrey Wilder y su reciente novia Catherine fueron humildes ladrones en 1984 en Los Ángeles. Después de un atraco, fueron secuestrados por los Gibborim, un grupo de gigantes que los necesitaban para llevar a buen término su plan. Junto con otras cinco parejas, los Wilders formaron el Orgullo, que era un grupo dedicado a traer el fin del mundo para los Gibborim. Cada pareja tenía sus poderes únicos aumentados por el Gibborim, lo que significa que la astucia de Geoffrey y Catherine se incrementó, lo que les permitió convertirse en los Kingpins de la costa oeste. Controlaron las drogas y la prostitución en Los Ángeles, así como el control de los topos del Orgullo en varias fuerzas policiales. El Gibborim también prometió que 6 de los 12 miembros del Orgullo se salvarían después de que el mundo terminara. Sin embargo, unos años más tarde, las parejas decidieron tener un hijo único y salvar a sus hijos.
Casi dos décadas después, el hijo de Geoffrey, Alex, empezó a sospechar de las actividades de sus padres. Geoffrey era un padre estricto para Alex, despreciando su obsesión con los juegos de Internet y las habilidades informáticas. Esto pudo haber sido el responsable de llevar a Alex a espiar a sus padres y aprender sobre el Orgullo. Este acto condujo a la creación de los Runaways.
Mientras los niños del Orgullo huían, Geoffrey y los otros miembros del Orgullo organizaron el LAPD para encontrar a sus hijos enmarcándolos por la muerte de una niña asesinada por el Orgullo así como por el secuestro de Molly Hayes, una de los niños del Orgullo.
Eventualmente, los Runaways y el Orgullo se encontraron en un enfrentamiento final en una estructura submarina. Los Runaways pudieron detener el plan del Orgullo de ofrecer un sacrificio al Gibborim, lo que condujo a la muerte de Alex Wilder, quien resultó ser leal al Orgullo. La muerte de su hijo dejó a Geoffrey angustiado en sus últimos momentos con vida, cuando los Gibborim continuaron destruyendo la estructura, matando a todo el Orgullo justo después de que los Runaways huyeran.

### Versión de 1985
Unos meses más tarde, algunos de los amigos de Alex de su juego en línea se enteraron de la muerte de Alex, así como de algunos archivos de la computadora de Alex. Los archivos hablaban sobre cómo el Orgullo era un grupo de héroes (a diferencia de los villanos según lo reportado por el Daily Bugle), y tenía un ritual que detallaba cómo traer de vuelta a Alex. Sin embargo, cuando la gente realizó el hechizo, trajeron a Geoff de regreso por accidente. El Geoff que levantaron de entre los muertos es la versión de 1985, ya que él menciona que solo estuvo con el Orgullo durante un año. Geoffrey reformó el Orgullo usando a los amigos de Alex como los otros miembros, planeando usarlos para ganar el favor de los Gibborim sacrificando uno de los Runaways (una conspiración que los otros miembros del nuevo Orgullo desconocían). Se revela que Geoffrey estaba molesto al enterarse de la futura muerte de su esposa y su hijo, y quería que los Gibborim los resucitaran. Durante este período, se presentó temporalmente como la cámara mutante para infiltrarse en el súper equipo Excelsior y obtener información sobre los Runaways, antes de abandonar el equipo.
Wilder finalmente es detenido por los Runaways, pero logra empalar y matar a Gertrude Yorkes. Los Runaways luego borran su memoria de su época en 2006, y lo envían de regreso a 1985. Luego se revela que perdió su anillo Abstracto, y que Chase Stein lo ganó.

## Otras versiones

### Ultimate Marvel
En el universo de Ultimate Marvel, Geoffrey Wilder es el fiscal general de los Estados Unidos que trabaja bajo la presidencia de Steve Rogers.

## En otros medios
Geoffrey Wilder aparece en la adaptación de Hulu TV series de Runaways, interpretado por Ryan Sands. Geoffrey tiene una mejor relación con su hijo e intenta conectarse con él. Aunque todavía está involucrado con el Orgullo, su esposa Catherine parece ser la más dominante de los dos. Se lo describe como el más reacio a seguir adelante sacrificando a Destiny Gonzalez incluso diciendo "Lo siento" cuando se da cuenta de lo que está sucediendo. Sus antecedentes se exploraron con él una vez que había sido parte de una pandilla con su compañero de tripulación Darius Davis (interpretado por DeVaughn Nixon) Mientras estaba en prisión, un misterioso hombre llamado Jonah (interpretado por Julian McMahon) se acercó a Geoffrey. Con la guía de Catherine, que en ese momento era su abogada, Geoffrey opta por entrar en el negocio de bienes raíces y convence a Darius para que se haga responsable de dispararle a un hombre. A cambio, Geoffrey se haría cargo de su familia. Sin embargo, en el día de hoy, Geoffrey no cumple con su parte del trato y Darius se queda afuera en el frío con su propia liberación de la prisión. Él intenta extorsionar dinero de él, pero se ve frustrado con una amenaza para su tía. Geoffrey se ve obligado a actuar cuando su hijo, Alex, es secuestrado y detenido por Darius. Geoffrey consigue al Teniente Flores de enviar a algunos hombres para que lo ayuden durante la lucha armada, golpean a la mano derecha de Darius, Andre y Geoffrey decide usarlo para el siguiente sacrificio del Orgullo para energizar a Jonah. Su relación con Alex comienza a desmoronarse. Se revela que la compañía constructora de Geoffrey está cavando en busca de una sustancia desconocida escondida bajo Los Ángeles. Él junto con Catherine y el resto del Orgullo son informados más tarde por Jonah, quien aprende a través de Frank Dean, que sus hijos están completamente al tanto de sus actividades. Él y el Orgullo intentan evitar que sus hijos destruyan todo lo que han construido. Geoffrey y Catherine pronto se preocupan por el bienestar de Alex cuando Jonah lo amenaza a él y a los otros hijos de los miembros del Orgullo. Intentan hablar con una Karolina capturada sobre el paradero de Alex, pero son detenidos por Jonah. Hartos de todo, Geoffrey y Catherine deciden buscar a Alex ellos mismos.